# Нера (Дунав)
Вижте пояснителната страница за други значения на Нера.
Нера е река, ляв приток на Дунав и е дълга 142 км. Влива се на км 1075 от Черно море по Дунава.
Долното ѝ течение, до устието на реката служи за граница между Румъния и Сърбия. Километричният знак 1075 подсказва дължината на целия граничен участък на Румъния по Дунава до Дунавската делта, възлизащ на 1075 км.
Малките езерца образувани в крайбрежните изкопи по Нера, предлагат бистра вода за къпане и за отглеждане на гъски. От техния пух се пълнят дюшеци, юргани, възглавници. За тази цел гъските се скубят периодично. Така е в цяла Унгария, Войводина, Бачка, Банат и в другите крайдунавски области.
От устието на река Нера, Дунав до Железни врата, образува известната Банатска клисура.